# Flora of the southern United States
Flora of the southern United States (abreviado Fl. South. U.S.) es un libro de botánica escrito por Alvin Wentworth Chapman y editado en Nueva York en el año 1860.
Su nombre completo es: Flora of the Southern United States; Containing Abridged Descriptions of the Flowering Plants and Ferns of Tennessee, North and South Carolina, Georgia, Alabama, Mississippi and Florida: Arranged According to the Natural System. New York